# Contrada del Nirone
La Contrada del Nirone è stata una contrada di Milano appartenente al sestiere di Porta Vercellina.

## Confini

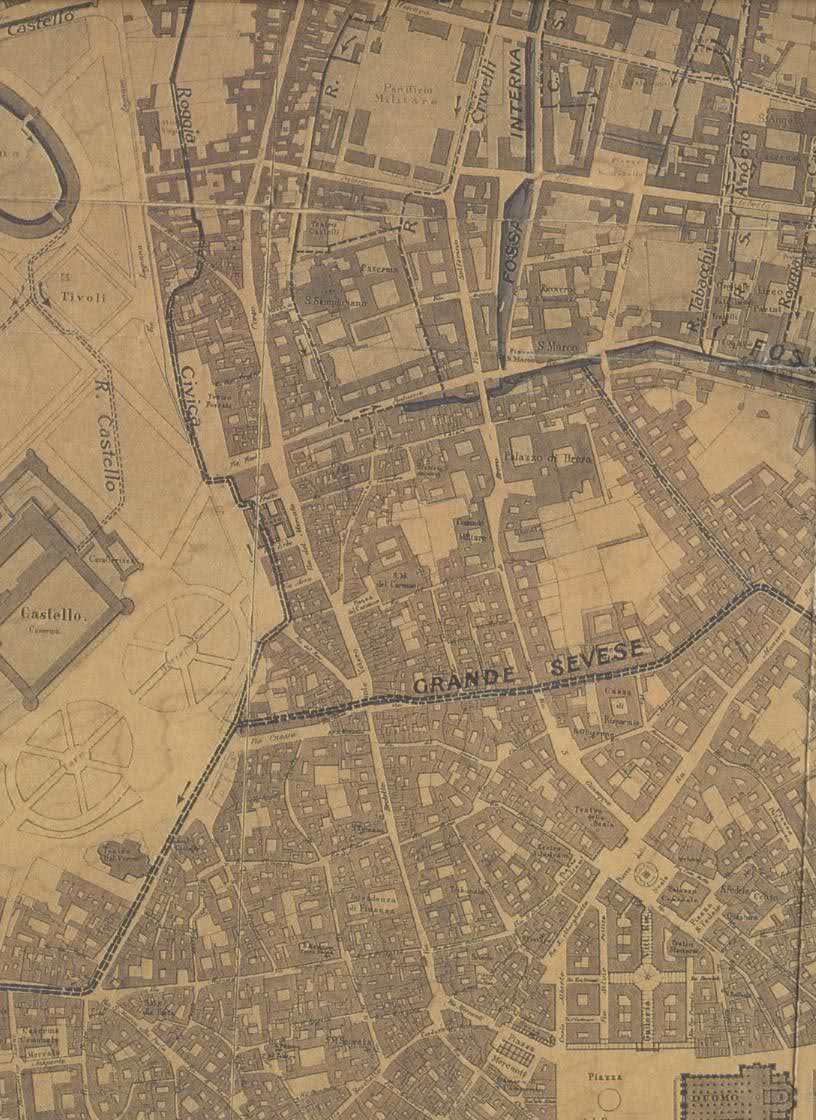
Mappa di Milano del 1880 ca con segnati i corsi d'acqua, sia naturali che artificiali, che attraversavano la parte nord occidentale della città. Sulla sinistra si riconosce la roggia civica, che corrisponde all'antico alveo naturale del Nirone prima della sua deviazione verso il Guisa

Il confine della contrada correva dall'angolo tra la via Circo e la via Cappuccio, dove confinava con la contrada dei Morigi, fino all'incrocio tra la via Brisa e la via Santa Maria alla Porta, per poi continuare lungo corso Magenta fino alla Cerchia dei Navigli, dove confinava con il sestiere di Porta Ticinese fino al sopracitato angolo tra la via Circo e la via Cappuccio.    

## Luoghi di culto
In questo quartiere sorsero poi molte chiese, tra cui la basilica di Sant'Ambrogio (nome originario paleocristiano basilica martyrum), che è situata nell'omonima piazza, in origine meno vasta dell'attuale, visto che si limitava a una piccola piazzuola davanti al nartece della basilica di Sant'Ambrogio; altro luogo di culto degno di nota era la basilica dei Santi Nabore e Felice, che fu, prima della sua demolizione, la seconda chiesa più grande di Milano dopo il Duomo. Altri edifici sacri situati entro i confini della contrada erano la chiesa di San Pietro al Dosso e la chiesa di San Michele al Dosso, situate agli estremi di piazza Sant'Ambrogio, in prossimità della basilica.

## Storia
La contrada deriva il suo nome dal Nirone, torrente che nasce a Cesate e che attraversava la contrada. Unendosi a Baranzate con il torrente Guisa il Nirone dà origine al torrente Merlata, che prosegue poi il suo percorso verso sud attraversando Milano. In origine il Nirone non confluiva nel Guisa ma proseguiva il suo percorso giungendo in modo autonomo a Milano, dove seguiva il suo alveo naturale corrispondente al percorso dei moderni Piccolo Sevese, canale Vetra e Vettabbia per poi giungere a San Giuliano Milanese e confluire nel Seveso.

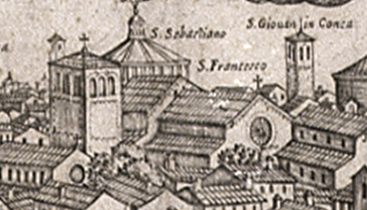
La basilica di dei Santi Nabore e Felice su un'antica stampa

In tempi antichi il Nirone fu deviato nel Guisa-Merlata per aumentare la portata di quest'ultimo nel suo tratto milanese: il tratto a valle della deviazione però non si prosciugò, ma rimase attivo come una roggia, alimentata dai numerosi fontanili e dal reticolo irriguo della zona, prendendo il nome di "roggia civica". Dalla presenza del letto artificiale del Nirone, poi diventato Piccolo Sevese, è derivato il nome di "via Nirone", strada laterale di corso Magenta situata nei pressi di questo canale artificiale. 
In origine il nome della contrada era contrada del Nirone di San Francesco: la seconda parte della denominazione è sicuramente posteriore al 1256, quando i frati minori ottennero il permesso di ampliare le loro proprietà con l'acquisizione della già citata basilica dei Santi Nabore e Felice, che avvenne appunto nell'anno citato.
Entro i confini della contrada del Nirone era compreso il cosiddetto Poliandro, ovvero la "zona sacra" di Milano, visto che fin dall'epoca romana l'area era ricca di edifici religiosi: prima dell'avvento del cristianesimo erano infatti molti, nella contrada, i luoghi dedicati al culto pagano. Poi con la diffusione del cristianesimo, nel Poliandro sorsero le sopracitate chiese.
La seconda parte del nome delle due chiese di San Pietro e San Michele richiama il "dosso", ovvero i terrapieni, i cosiddetti "terraggi", delle mura romane di Milano, ampliate nel IX secolo (come prova un diploma del 880 di Carlo il Grosso) verso la basilica di Sant'Ambrogio, che in origine era situata esternamente alle mura cittadine. La chiesa di San Pietro e quella di San Paolo al Dosso, prima dell'allargamento della piazza, che portò alla loro demolizione, erano collegate da una strada che era denominata via di San Pietro al Dosso.